# Ircinia paucifilamentosa
Ircinia paucifilamentosa är en svampdjursart som beskrevs av Jean Vacelet 1961. Ircinia paucifilamentosa ingår i släktet Ircinia och familjen Irciniidae. Inga underarter finns listade i Catalogue of Life.